# Ave Maria (Renato Zero)
Ave Maria è un singolo del cantautore italiano Renato Zero, pubblicato nel 1993 come primo e unico estratto dall'album in studio Quando non sei più di nessuno.

## Descrizione
Ave Maria è stata composta da Renato Zero e Renato Serio ed è la canzone con la quale il cantautore romano ha partecipato al 43º Festival di Sanremo, svoltosi al Teatro Ariston dal 23 al 27 febbraio 1993.
Fu eseguita, per la prima volta, durante la seconda serata della kermesse canora, andata in onda su Rai 1 il 25 febbraio 1993. Dopo l'esibizione, ci fu una standing ovation del pubblico in sala durata quasi un minuto.
Malgrado il consenso del pubblico, il brano si piazzò al quinto posto della classifica finale del Festival. Al momento dell'annuncio, infatti, il pubblico presente in teatro manifestò il proprio dissenso, attraverso fischi indirizzati alla giuria e acclamazioni rivolte a Zero, che venne ancor più alimentato quando fu svelata la terza posizione occupata dalla coppia Casale-Di Michele con il brano Gli amori diversi.
Tuttavia, Zero in conferenza stampa dichiarò che la partecipazione al Festival era dovuta al fatto di voler far conoscere e diffondere il più possibile il nascente progetto "Fonòpoli" e che il suo scopo non era quello di vincere.
Il brano, non proprio tipicamente sanremese, è un dialogo con Maria: La implora di esserci laddove c'è fame, sofferenza, criminalità, povertà e guerra, che in alcuni casi coinvolge direttamente anche molti ragazzi e bambini, costretti ad imbracciare le armi in giovanissima età e a rinunciare all'infanzia, al gioco e ad una gioventù spensierata.
Successivamente, la canzone fu eseguita durante la tradizionale puntata sanremese di Domenica in, andata in onda il 28 febbraio 1993 su Rai 1.
Venne interpretata, inoltre, nella trasmissione Il coraggio di vivere, condotta da Riccardo Bonacina, e nel programma Rock Cafè, condotto da Don Gelmini, andati in onda rispettivamente il 5 marzo 1993 e il 25 marzo 1993, entrambi su Rai 2.
Fu inserita anche nella scaletta del tour primaverile ZerOpera, svoltosi nei teatri tra aprile e maggio 1993.
Il brano è la traccia di chiusura degli album Quando non sei più di nessuno e Passaporto per Fonòpoli, usciti simultaneamente il 26 febbraio 1993.
La canzone non fu pubblicata su CD singolo vendibile al pubblico, ma solo ed esclusivamente su CD singolo promozionale destinato alle radio. Insieme ad Ave Maria, nel singolo era presente anche una versione di E ci sei diversa rispetto a quella contenuta in Quando non sei più di nessuno; infatti, dopo la prima strofa, iniziava una parte parlata sulla base strumentale del brano durante la quale Zero spiegava il progetto Fonòpoli:
«Mi permetto di approfittare di te che lavori alla radio per parlare di una mia idea, un'idea un po'... particolare: si chiama 'Fonòpoli'.
Penso che oggi non bisogna più limitarsi a chiedere, è arrivato il momento finalmente di pretendere, ancor più da noi stessi.
Come si possono centellinare le nostre capacità operative fino a renderle così povere ed inefficaci?
Mai più, quindi, cercare di fare i furbi, fare finta di partecipare all'impegno sociale quotidiano standosene ben nascosti, tranquilli, solo perché nessuno si è accorto della nostra assenza. Eppure, ci siamo...
Intanto, mentre ci ubriachiamo di questa statica libertà, ecco che qualcuno ne approfitta e si ingrassa e sulla nostra pelle si è già garantito il calore per altri mille inverni.
Pensando a Fonòpoli, pensiamo un po' a noi stessi... che male c'è? E non sarà un diversivo, perché ci sarà da lavorare sodo per riuscire a difendere l'idea di uno spazio pulito che nessuno, spontaneamente, ci aveva mai offerto.
Fonòpoli per non lesinare concessioni ed aiuti, che poi pagheremmo chiaramente a caro prezzo. Per non assecondare pescecani, trafficanti ed usurai.
Fonòpoli per liberare il sogno dal telecomando.
Fonòpoli è con quei figli che ancora pagano un momento di spensieratezza con la vita.
Non ho esitato a scegliere tra l'immagine inoffensiva dell'artista cosiddetto 'arrivato' e l'uomo che al traguardo non desidera arrivarci da solo.
Non sarò, quindi, diverso da te. Gli intenti e le finalità saranno identiche, tranne che senza di te il mio aquilone non vola.
Stammi vicino e Fonòpoli vivrà... parola di Renato!»

## Tracce del CD singolo promozionale
1. E ci sei (Radio Edit) – 4:34
2. Ave Maria – 6:16

## Versione del 2022 –Atto di fede
Nel 2022, Renato Zero ha incluso una nuova versione del brano Ave Maria nel progetto multimediale Atto di fede, costituito da un doppio album e un libro, caratterizzato da un tono spirituale e riflessivo.
Rispetto alla versione originale presentata a Sanremo nel 1993, la nuova versione presenta un diverso arrangiamento e contiene alcune modifiche testuali che segnano un cambiamento nel messaggio e nel tono del brano. In particolare, la strofa:

Figli taciuti

Venduti o dimenticati

Orrore, eppure

Anche tu hai finto di non vedere

Alimentando così il silenzio

Che è qui

è stata sostituita da:

Figli taciuti

Venduti o dimenticati

Orrore, eppure

quaggiù, non è bastato il tuo amore

Madre non lasciarci più, in questo Limbo

Mai più.

Tale modifica riflette un'evoluzione dal tono apparentemente accusatorio della versione originale — in cui si suggeriva una corresponsabilità o quantomeno indifferenza della figura mariana nel dolore umano — a un registro più intimo e supplichevole. La nuova versione si inserisce coerentemente nel progetto Atto di fede, che esplora il rapporto tra spiritualità, solitudine e ricerca di conforto nella fede, spostando il focus dall'iniziale denuncia sociale drammatica.